# 返魂香

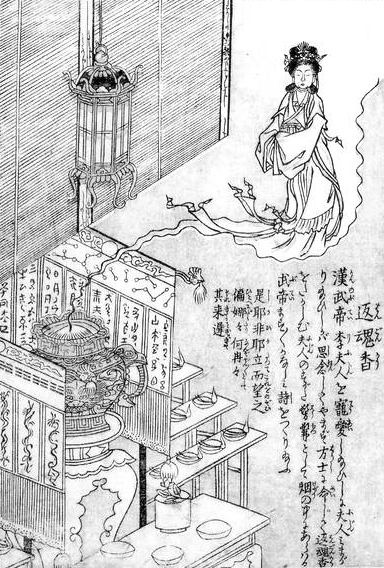
鳥山石燕著作今昔百鬼拾遺中所描述的返魂现象。

传说中的返魂香（Hangonko，はんこんこう）是一种具有起死回生之效的熏香类药物，取材于返魂树，能持续散发出极为浓厚的香气，據說能飄數百里，死亡未满三日者聞到此香也能活過來，其烟雾则可召回逝者的亡灵，让生者得以与逝去的故人再会。在中國古書及日本传说當中有許多關於返魂香的記載。

## 考证
对于返魂香的存在与否至今尚无定论。
明代药物学家李时珍在其著作《本草纲目》对返魂香真实性的阐述为：“...此说虽涉诡怪，然理外之事，容或有之，未可便指为谬也。”有人认为从上文的语气上判断，李时珍作为个人而言更倾向于认为返魂香系实有之物，只是苦于缺乏实质性证据。
据一些现代学者的考证，传说中的返魂香与现实中存在的苏合香的特征极为吻合，故有观点认为返魂香即为古代对苏合香的称呼。但也有學者反駁這個觀點，認為返魂香是古代的安息香(即求求羅香，與現代的安息香不同)。